# Gianni Motta
Gianni Motta (Cassano d'Adda, 13 maart 1943) is een voormalig Italiaans wielrenner. Hij beëindigde zijn carrière in 1976. Later begon hij een fietsenfabriek.

## Overwinningen
1963
- Eindklassement Ronde van de Aostavallei

1964
- Ronde van Lombardije
- Coppa Bernocchi
- 21e etappe Ronde van Italië
- 3e etappe deel b Ronde van Romandië
- Trofeo Baracchi samen met Giacomo Fornoni

1965
- 2e etappe Midi Libre
- Ronde van de Drie Valleien
- Zesdaagse van Milaan samen met Rik van Steenbergen
- GP Robbiano
- Corsa Coppi
- Grapello d'Adda
- Inzago
- Sormano
- San Venanzo

1966
- 17e etappe Ronde van Italië
- 19e etappe Ronde van Italië
- Eindklassement Ronde van Italië
- Puntenklassement Ronde van Italië
- 2e etappe Ronde van Romandië
- Eindklassement Ronde van Romandië
- Ronde van de Drie Valleien
- Ronde van Romagna
- GP Monaco
- Zesdaagse van Milaan samen met Peter Post
- Eindklassement Cronostafetta samen met Pietro Scandelli, Michele Dancelli
- Ronde de Seignelay
- Collecchio
- Foligno
- Vergt

1967
- 2e etappe Ronde van Zwitserland
- 3e etappe Ronde van Zwitserland
- Eindklassement Ronde van Zwitserland
- Milaan-Turijn
- 2e etappe Ronde van Romandië
- Ronde van de Drie Valleien
- Circuito de Ospedaletti
- Zesdaags van Milaan samen met Peter Post
- Eindklassement Cronostafetta samen met Franco Balmamion, Rudi Altig

1968
- 2e etappe Ronde van Italië
- 4e etappe Ronde van Romandië
- Ronde van Emilië
- Ronde van de Apennijnen
- Eindklassement Cronostafetta samen met Franco Balmamion,Edy Schütz
- La Limouzinière
- Scorze
- Chignolo Po

1969
- Ronde van Emilië
- GP Campagnolo
- Venegono
- Ponte a Egola
- Villamblard
- Montjuich

1970
- Ronde van de Apennijnen
- Ronde van de Drie Valleien
- Giro dell'Umbria
- Eindklassement Cronostafetta samen met Felice Gimondi, Pietro Guerra
- Urbisaglia

1971
- 4e etappe Ronde van Romandië
- 5e etappe deel A Ronde van Romandië
- Eindklassement Ronde van Romandië
- Ronde van Emilië
- 1e etappe Tirreno-Adriatico
- Puntenklassement Tirreno-Adriatico
- Ronde van Reggio Calabria
- Col San Martino
- Zesdaagse van Montreal samen met Tony Gowland

1972
- 2e etappe Ronde van Italië
- Pontoglio
- Zibello
- Monsummano
- Castiglione del Lago

1973
- 6e etappe Ronde van Italië
- 1e etappe Monte Campione
- Inzago
- Bruceto di Montecatini

1974
- 5e etappe Ronde van Puglia
- Bastia Umbra
- Milaan

## Resultaten in voornaamste wedstrijden
| Jaar | Ronde van Italië | Ronde van Frankrijk | Ronde van Spanje |
| ---- | ---------------- | ------------------- | ---------------- |
| 1964 | 5e (1)           |                     |                  |
| 1965 |                  | ↑                   |                  |
| 1966 | ↑ (2)            |                     |                  |
| 1967 | 6e               |                     |                  |
| 1968 | uitgesloten (1)  |                     |                  |
| 1969 |                  |                     |                  |
| 1970 |                  |                     |                  |
| 1971 | 20e              | opgave              |                  |
| 1972 | opgave (1)       |                     |                  |
| 1973 | 10e (1)          |                     |                  |
| 1974 | 24e              |                     |                  |
| 1976 | opgave           |                     |                  |

| Jaar | Milaan-San Remo | Gent-Wevelgem | Ronde van Vlaanderen | Parijs-Roubaix | Luik-Bast.‑Luik | Ronde van Lombardije | Waalse Pijl |  | WK op de weg |  | Wereldranglijsten |
| ---- | --------------- | ------------- | -------------------- | -------------- | --------------- | -------------------- | ----------- |  | ------------ |  | ----------------- |
| 1964 |                 |               |                      |                |                 | ↑                    |             |  | 38e          |  | 11e (SPP)         |
| 1965 | 9e              |               |                      |                |                 | 5e                   |             |  | 40e          |  | 13e (SPP)         |
| 1966 | 46e             |               | 6e                   | 26e            | 15e             |                      | 18e         |  | 4e           |  | 13e (SPP)         |
| 1967 | ↑               |               | 72e                  | 10e            |                 |                      |             |  | 4e           |  | 14e (SPP)         |
| 1968 | 32e             |               |                      |                |                 | 6e                   |             |  | 14e          |  |                   |
| 1969 |                 |               |                      |                |                 | 15e                  |             |  |              |  |                   |
| 1970 | 33e             |               | 21e                  |                |                 | ↑                    |             |  | 39e          |  |                   |
| 1971 | 7e              |               |                      |                |                 |                      | 10e         |  |              |  |                   |
| 1972 | ↑               | 15e           |                      |                |                 |                      |             |  | 34e          |  | 23e (SPP)         |
| 1973 | 35e             |               |                      |                |                 | 17e                  |             |  |              |  |                   |
| 1974 | 98e             |               |                      |                |                 |                      |             |  |              |  |                   |
| 1976 |                 |               |                      |                |                 |                      |             |  |              |  |                   |